# 케네스 프램턴
케네스 브라이언 프램턴 CBE (Kenneth Frampton, 1930년 11월 20일 ~ )은 영국의 건축가, 비평가이자 역사학자이다. 근대, 현대 건축에 대한 역사 연구로 알려져 있다. 컬럼비아 대학교에서 근무하였으며, 컬럼비아 대학교 건축계획보존대학원 건축학 명예교수이다. 저서로 《비판적 지역주의를 향해》(Towards a Critical Regionalism: Six Points for an Architecture of Resistance, 1983), 《현대 건축: 비판적 역사》(Modern Architecture: A Critical History, 1985) 등이 있다.